# Lance-Formation

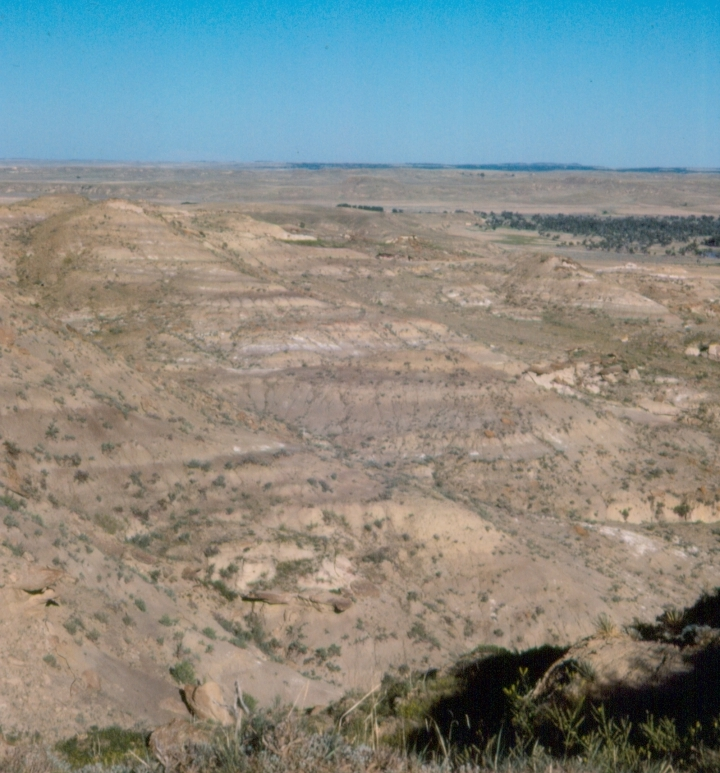
Badlands der Lance-Formation entlang des Cow Creek in der Nähe der Typlokalität im Niobrara County

Die Lance-Formation ist eine lithostratigraphische Formation im US-amerikanischen Wyoming. Die Formation datiert auf die späte Oberkreide (spätes Maastrichtium), entstand also unmittelbar vor dem Kreide-Paläogen-Massenaussterben vor 66 Millionen Jahren. Die Sedimentgesteine dieser Formation enthalten eine der am besten bekannten oberkreidezeitlichen Faunen. Berühmt ist die Formation insbesondere für ihre Dinosaurierfossilien, die bekannte Gattungen wie Triceratops, Edmontosaurus und Tyrannosaurus mit einschließen.

## Aufbau und Lithologie
Die Lance-Formation erstreckt sich über einen Großteil von Wyoming. Ihre teilweise über 750 Meter mächtigen Sedimente kamen innerhalb von ca. 1,5 Millionen Jahren zur Ablagerung. Benannt ist die Formation nach der Ortschaft Lance Creek in Niobrara County.
Die Sedimente der Lance-Formation lagerten sich am Rand des Western Interior Seaway ab, eines sich damals im Zentrum Nordamerikas erstreckenden Flachmeeres. Während der Ablagerung kam es zu einer Regression (dem allmählichen Zurückweichen) dieses Meeres. Die dominierenden Gesteine sind Sandsteine, Pelite und Mergel, die sich innerhalb küstennaher Überschwemmungsebenen bildeten. In den unteren Abschnitten der Formation finden sich randmarine Sandsteine und Tonschiefer.

## Geschichte und Fossilien
Die Bedeutung der Formation liegt in ihrem Fossilienreichtum. Die Wichtigkeit dieser Fundstelle stellte sich erstmals 1872 heraus, als Fielding Bradford Meek und Henry Martyn Bannister ein fragmentarisches Dinosaurierskelett im westlichen Wyoming entdeckt hatten. Berühmtheit erlangte die Formation durch John Bell Hatcher, der im Auftrag des Paläontologen Othniel Charles Marsh in den Jahren 1889 bis 1894 zahlreiche Wirbeltierfossilien sammelte, unter anderem Fossilien des gehörnten Dinosauriers Triceratops. Marsh nannte die fossilienreichen Schichten Ceratops beds (Ceratops-Schichten), benannt nach der damals gültigen Ceratopsia-Gattung Ceratops, obwohl Triceratops die am häufigsten gefundene Gattung war. Die Formation war außerdem unter den Namen Laramie beds (Laramie-Schichten) bekannt. Bis 1994 wurden alleine im Kerngebiet der Formation im östlich-zentralen Wyoming hunderte Triceratops-Fossilien entdeckt, darunter mindestens 100 Schädel. Bedeutende Funde schließen zwei Dinosaurier-Mumien mit ein (die Trachodon-Mumie von 1908 und die Senckenberg-Mumie von 1910). Wegen der ständigen Erosion der an der Geländeoberfläche aufgeschlossenen Gesteine werden noch heute regelmäßig neue Funde gemacht.
Die Wirbeltierfauna der Formation schließt Fische, Amphibien, Champsosaurier, Schildkröten, Schuppenkriechtiere, Krokodile, Flugsaurier, Dinosaurier (darunter auch Vögel), und Säugetiere mit ein. Dinosaurier sind beispielsweise mit den gehörnten Dinosauriern Triceratops und Torosaurus, den Ornithopoden Thescelosaurus, Edmontosaurus, den Ankylosauriern Ankylosaurus und Edmontonia, dem Großtheropoden Tyrannosaurus, sowie den kleineren Theropoden Ornithomimus, Troodon und Dromaeosaurus vertreten. Eine sehr ähnliche Fossilfauna findet sich in der Hell-Creek-Formation.